# Braxton Bragg
Braxton Bragg (ur. 22 marca 1817 w Warrenton, zm. 27 września 1876 w Galveston) – amerykański wojskowy, oficer artylerii, kształcony w West Point, generał Konfederacji i jeden z głównych dowódców zachodniego teatru walk podczas wojny secesyjnej. Prócz tego brał udział w II wojnie Seminolów i wojnie amerykańsko-meksykańskiej, gdzie wyróżnił się pod Buena Vistą. Miał reputację kłótliwego rygorysty chętnego do zwady nawet z przełożonymi.

## Życiorys
Bragg urodził się w Warrenton w Karolinie Północnej , jako syn cieśli  i młodszy brat późniejszego prokuratora generalnego Thomasa Bragga. Będąc dzieckiem, był często wyśmiewany z powodu matki, która odsiadywała wyrok w więzieniu. W 1837 roku ukończył Akademię Wojskową w West Point z piątą lokatą spośród klasy pięćdziesięciu kadetów, po czym otrzymał awans na podporucznika i skierowanie do 3 Regimentu Artylerii .
Bragg odbywał służbę na Florydzie podczas kolejnych konfliktów, w których brały udział Stany Zjednoczone. W uznaniu zasług i odwagi zyskiwał kolejne awanse – brevet kapitana za oblężenie Fortu Teksas (maj 1846), brevet majora za Monterrey (wrzesień 1846), brevet podpułkownika za Buena Vistę . Jego postawa podczas wojny z Meksykiem zaskarbiła mu szacunek przełożonego gen. Zacharego Taylora oraz przychylność pułkownika Jeffersona Davisa  (Bragg ocalił jego oddział). W czerwcu 1846 został awansowany na kapitana w ramach armii regularnej .
Z okresu tego pochodzi anegdota dotycząca zdyscyplinowania Bragga i wypełniania rozkazów co do joty . Jako dowódca kompanii posterunku frontowego, był jednocześnie kwatermistrzem. Chcąc uzupełnić zapasy oddziału, napisał prośbę o dostarczenie zaopatrzenia, a następnie, jako kwatermistrz, swojej prośbie odmówił. Jako dowódca napisał ponowną prośbę, uwzględniając dodatkowe powody, ale jako kwatermistrz ponownie ją odrzucił. Zdając sobie sprawę z impasu, zwrócił się z prośbą o pomoc do komendanta posterunku, który wykrzyknął: „Mój Boże, Bragg, kłóciliście się ze wszystkimi oficerami armii, a teraz kłócicie się z samym sobą!”. Postawa Bragga miała także doprowadzić do prób zabójstwa go przez własnych żołnierzy .
W styczniu 1856 Bragg zrezygnował ze służby czynnej w armii USA i zajął się uprawą trzciny cukrowej w Thibodaux w Luizjanie . Był również komisarzem robót publicznych.

### Wojna secesyjna
W przededniu wojny Bragg, pułkownik milicji stanu Luizjana, został awansowany na generała brygady . Dowodził wojskami wokół Nowego Orleanu aż do 16 kwietnia 1861, mimo że 7 marca uzyskał przeniesienie do świeżo utworzonej armii Konfederacji . Pod egidą Południa sprawował dowództwo nad Departamentem Zachodniej Florydy, uzyskując 12 września stopień generała-majora . Oddziały przez niego wyszkolone miały opinię najbardziej zdyscyplinowanych w całej armii.
Bragg przeniósł swoje siły do Corinthu w stanie Missisipi ; jego zadaniem było poprawienie dyscypliny zebranych tam wojsk. Podczas bitwy pod Shiloh dowodził korpusem , atakując wzdłuż drogi zwanej „Gniazdem Szerszeni” (ang. Hornet’s Nest). Po śmierci gen. Alberta Sidneya Johnstona Bragg został mianowany generałem, przejmując dowództwo nad armią Mississippi . Następnego dnia Konfederaci zostali wyparci do Corinthu. Po oblężeniu głównodowodzący armii gen. P.G.T. Beauregard wyjechał z miasta, skarżąc się na zły stan zdrowia. Prezydent Davis poszukiwał kogoś na zastępstwo. W czerwcu 1862 Bragg został mianowany głównodowodzącym armii Tennessee .

Bragg był jedynym generałem w dowództwie, odpowiednim do dowodzenia ochotnikami; zyskał sobie ich miłość i szacunek.

#### Kampania w Kentucky
W sierpniu 1862 Bragg najechał Kentucky, chcąc pozyskać popleczników dla sprawy  i zaangażować siły Unii gen. mjr. Dona Carlosa Buella, stacjonującego nad rzeką Ohio. Zebranie wojsk w Chattanoodze w Tennessee umożliwiało zastopowanie marszu Buella i kooperację z gen. br. Edmundem Kirbym Smithem . Pod Munfordville udało im się schwytać 4000 jeńców, a z kolei skrzydło armii pod generałem Polkiem odniosło zwycięstwo nad Buellem pod Perryville. Kirby Smith próbował namówić Bragga, aby wydał Buellowi walną bitwę, na co ten początkowo przystał, jednakże dowiedziawszy się o porażkach Earla Van Dorna i Sterlinga Price’a pod Corinthem oraz Roberta E. Lee w kampanii marylandzkiej zadecydował o odwrocie . Jak zanotował obserwator, „wahanie i niepewność”, które okazał Bragg, „wydały się po prostu zatrważające dla Smitha, Hardeego oraz Polka”.
Mimo że kampania w Kentucky była przegrana, a Bragg krytykowany przez gazety oraz własnych podwładnych, Polka i Hardeego, wojska Unii potrzebowały ponad roku, aby odzyskać stracone pozycje w Alabamie oraz środkowym Tennessee. Odpowiedzialnością, według historyków, należy obarczyć sztab generalny, niemogący skoordynować działań Bragga i Kirby’ego.

#### Stones River i Tullahoma
W grudniu Bragg starł się nad Stones River z wojskami gen. dyw. Williama Rosecransa, prawie pokonując go, jednakże za namową dowódców korpusów Polka i Hardeego, wycofał wojska do Tullahomy . Ataki na osobę generała ponowiły się, a wielu z jego popleczników odwróciło się od niego .

Kiedy Waszyngton odetchnął z ulgą po bitwie nad Stones River, w sztabie Armii Tennessee pojawiły się waśnie. Wszyscy dowódcy korpusów i dywizji Bragga wyrażali brak zaufania wobec swojego dowódcy. Generałowie William Hardee i Leonidas Polk prosili [prezydenta] Davisa o przekazanie dowództwa Johnstonowi. Dowódca dywizji B. Franklin Cheatham przysiągł, że nigdy więcej nie będzie służył pod Braggiem. Breckinridge chciał wyzwać dowódcę na pojedynek. Bragg odgryzł się, dokonał sądu polowego na jednym z dowódców dywizji za nieposłuszeństwo, oskarżył drugiego (Cheathama) o pijaństwo w trakcie bitwy, a Breckinridge’a o nieudolne dowodzenie. Ów morderczy zatarg był większym zagrożeniem dla armii niż Jankesi. Zrezygnowany Bragg wyznał przyjacielowi, że „byłoby lepiej, gdyby prezydent przysłał kogoś, by mnie zastąpił”, po czym napisał do Davisa, uzyskując zwolnienie.

Odpowiedzialność za porażkę nad Stones należy rozdzielić pomiędzy kilku generałów. Bragg błędnie wybrał teren walk, oferujący niewiele przewag dla wojsk Konfederacji, a więcej broniącym się unionistom. Obrał także błędny cel ataku, przez co doszło do zacieśnienia linii Północy, podczas gdy jego własne coraz bardziej się rozciągały. Nierozważny rozkaz ataku wydany Breckinridge’owi 2 stycznia 1863 osłabił armię, nie przynosząc żadnych korzyści.
Dowódcy niższego szczebla również nie pozostają bez winy. Niedoświadczony gen. mjr. John P. McCown został skazany za nieposłuszeństwo wobec rozkazów Bragga, przez co siły Konfederacji wdały się w niepotrzebne przepychanki z Jankesami, co prawdopodobnie kosztowało ich zwycięstwo. Oskarżenia pod adresem Cheathama były jak najbardziej zasadne – świadkowie zeznawali, że był on tak pijany, iż spadł z konia prowadząc atak. Polka i Hardeego należy obciążyć za nieskoordynowanie ataków i natarcie en echelon, co doprowadziło do zamieszania w liniach. Prezydent Davis również nie pozostaje bez winy – jego rozkaz cofnięcia ludzi gen. mjr. Cartera L. Stevensona do obrony Vicksburga osłabiła siły Bragga.
Polk i Hardee słali list za listem do Davisa, prosząc o zmianę głównodowodzącego i uczynienie nim któregoś z nich. Prezydent, nie chcąc wybierać pomiędzy nimi dwoma, wybrał Josepha Egglestona Johnstona . Bragg został przeniesiony do Chattanoogi, aby uwiązać wojska Rosencransa, „panoszące się” w Georgii.

#### Chickamauga
Po zebraniu wojsk w Chattanoodze, gen. Rosencrans rozpoczął działania w północnej Georgii, chcąc wypędzić stamtąd Bragga . Świeżo złożony z głównego dowództwa zachodniego frontu Bragg borykał się z niesubordynacją podwładnych . 10 września generałowie dyw. Thomas Hindman oraz Daniel Hill odmówili ataku na mniej liczną kolumnę wojsk federalnych gen. bryg. Jamesa Negleya . 13 września Bragg rozkazał Leonidasowi Polkowi zaatakowanie gen. mjr. Thomasa Crittendena, jednakże Polk zignorował rozkaz i zażądał posiłków, samemu spodziewając się ataku Unii. Rosencrans wykorzystał dany mu czas i zebrał rozproszone siły. Ostatecznie 19 i 20 września Bragg zebrał dwie dywizje z Missisipi, dywizję oraz parę brygad z Departamentu Wsch. Tennessee oraz dwie dywizje pod gen. br. Jamesem Longstreetem  z Armii Północnej Wirginii i mimo dużych strat pokonał Rosencransa pod Chickamaugą . Bitwa okazała się później być największym zwycięstwem konfederatów na zachodnim froncie. Wojska Rosencransa uszły do Chattanoogi, którą Bragg obległ .
Zwyciężywszy, Bragg postanowił wykorzystać wiktorię i pozbyć się przeciwników z dowództwa . Udało mu się uzyskać przeniesienie Polka i D.H. Hilla. Bragg oskarżał tego pierwszego o wielokrotne nieposłuszeństwo . Hill, jako sojusznik przeniesionego, tak bardzo krytykował Bragga, iż Jefferson Davis wydalił go z dowództwa i zablokował awans na generała-porucznika.
W sztabie głównym Konfederacji wrzało. Niektórzy z podwładnych Bragga byli sfrustrowani tym, co im wydawało się brakiem zdecydowania w wykorzystaniu zwycięstwa nad Unią. Polk był oburzony swoim przeniesieniem. Dysydenci, a wśród nich wielu dowódców korpusów i dywizji, spotykali się potajemnie, przygotowując petycję do prezydenta. Choć autor nie jest znany, przypuszcza się, że był nim Simon Buckner, którego podpis widnieje jako pierwszy na liście. Gen. Longstreet pisał do sekretarza wojny, iż „nic poza ręką Boga nie może nas ocalić, dopóki mamy takiego dowódcę”. Nathan Bedford Forrest zrażony długotrwałą współpracą z Braggiem, zły z powodu niewykorzystanej wiktorii pod Chattanoogą, odmówił dalszej służby pod jego dowództwem. Twarzą w twarz wyraził Braggowi swój niesmak, mówiąc, „odegrał pan rolę przeklętego łajdaka... jeśli kiedykolwiek spróbuje pan mi przeszkodzić, będzie to pod groźbą utraty życia”.
Armia Tennessee była na skraju buntu, co skłoniło prezydenta Davisa do przyjazdu do Chattanoogi i załagodzenia zatargu . Mimo że Bragg chciał ustąpić, Davis zdecydował się pozostawić go na stanowisku głównodowodzącego , określając oskarżenia zbuntowanych generałów „zaporami złośliwości”.

#### Chattanooga

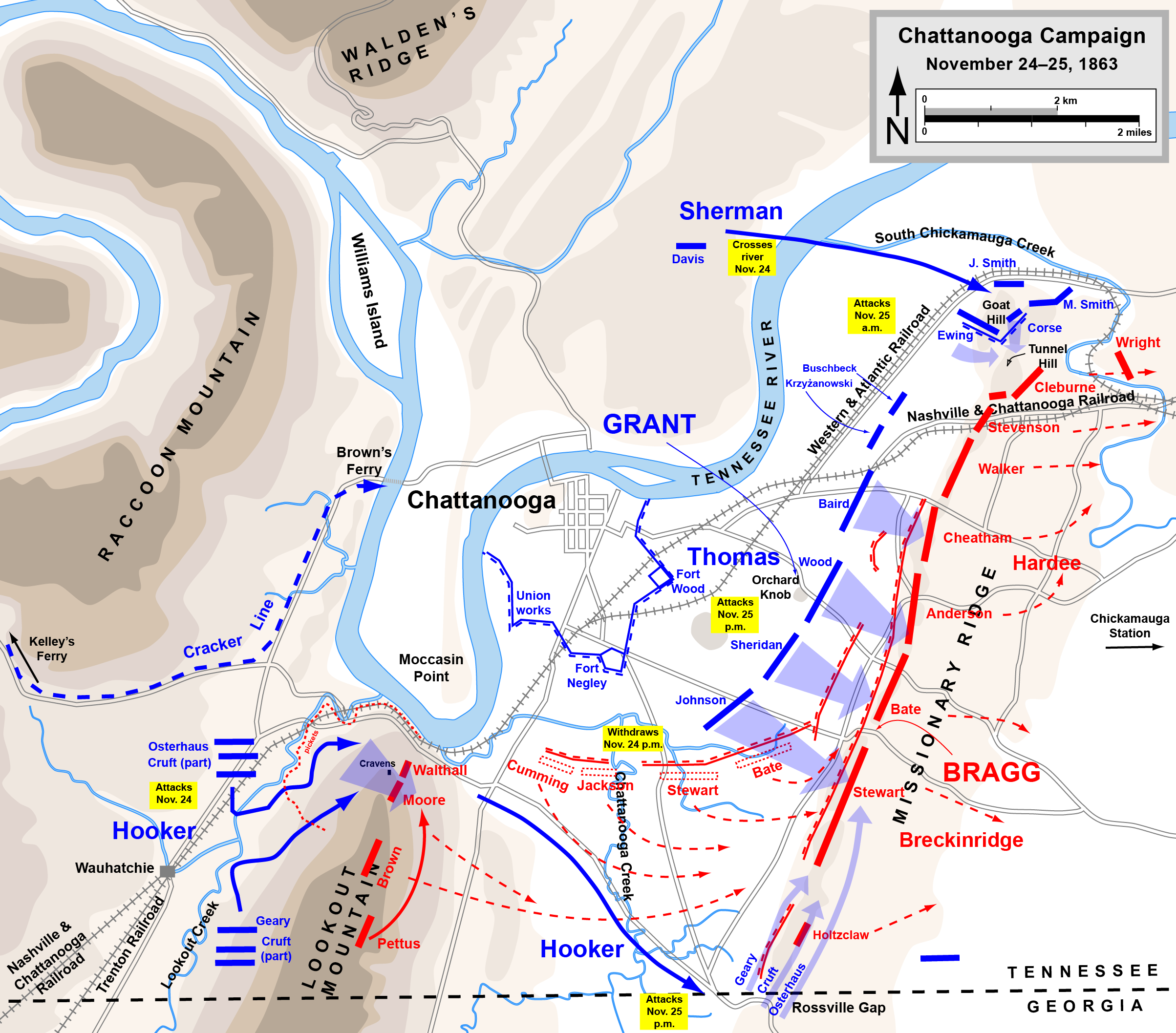
Bitwy o Chattanoogę, 24–25 listopada 1863

Wzmocniona i dowodzona przez Ulyssesa Granta armia Unii rozerwała pierścień oblężenia i odparła konfederatów pod Lookout Mountain 24 listopada, a następnego dnia pod Missionary Ridge . Bitwa pod Chattanoogą zakończyła się pogromem południowców, którym ledwo udało się ujść w kierunku Georgii .
Na polecenie Davisa Bragg wysłał Longstreeta oraz Simona Bucknera wraz z dywizjami do Knoxville w Tennessee, aby oblegli siły gen. dyw. Ambrose’a Burnside’a. Dopiero po porażce pod Chattanoogą prezydent Konfederacji przyjął rezygnację Bragga , mianując na jego miejsce Josepha Johnstona, który poprowadził armię przeciw gen. Shermanowi.

#### Ostatnie dni wojny
W lutym 1864 Bragg został wysłany do Richmond – jego oficjalnym rozkazem była „kontrola nad operacjami militarnymi Stanów Skonfederowanych”, jednakże w praktyce był doradcą wojskowym Davisa , bez konkretnego przydziału. Bragg używał swych zdolności organizacyjnych, walcząc z korupcją i usprawniając system zaopatrzenia . Zmienił system poboru poprzez usprawnienie łańcucha dowodzenia i zmniejszenie ilości dróg jakimi rekruci mogli się odwoływać. Później zawiadywał obroną Wilmingtonu, Augusty, Savannah oraz Charlestonu . Jego postawa pod Fort Fisher kosztowała konfederatów przegraną . Braggowi udało się uciec z siłami garnizonu i odnieść drobne zwycięstwo pod Kinston. Pod koniec wojny służył jako dowódca korpusu w Armii Tennessee Johnstona, toczącego boje z gen. Shermanem w obu Karolinach .

### Po wojnie
Po wojnie Bragg został nadzorcą nowoorleańskiego systemu wodnego, a następnie głównym inżynierem w Alabamie, dozorując prace przy ulepszaniu nabrzeża w Mobile . Później przeniósł się do Teksasu i został inspektorem kolejowym . Zmarł tamże. Według zeznań przyjaciela, spacerowali wzdłuż ulicy w Galveston, kiedy Bragg przewrócił się i zmarł. Lokalna legenda mówi, iż w pobliżu miejsca jego śmierci znajduje się dziwne światło, zwane „światełkiem Bragga”.
Został pochowany na Magnolia Cemetery.

## Kontrowersyjna spuścizna
James McPherson podsumowuje: „to niedojdy takie jak Bragg, Pemberton czy Hood przegrały Zachód”, co w pewnym stopniu odzwierciedla ocenę współczesnych historyków. Do wad Bragga zaliczały się: stosowanie szablonowej taktyki, zwłaszcza jeśli chodzi o rolę ataku frontalnego („Gniazdo Szerszeni” pod Shiloh, atak Breckinridge’a nad Stones River oraz wiele pomniejszych zdarzeń pod Chickamaugą) oraz brak działań mających na celu pełne wykorzystanie zwycięstw, co zmieniało wygrane i remisy w strategiczne rozczarowania (Perryville i Chickamauga). Jego szorstkość, upodobanie do obwiniania innych za porażki oraz słabe zdolności interpersonalne przyniosły mu więcej krytyki, niż wielu współczesnym, a równie nieudolnym generałom.

Nawet najzagorzalsi zwolennicy upominali go za niecierpliwość, szorstkość oraz tendencję do krzywdzenia niewinnych ludzi, podczas napadów gniewu. Niechęć do chwalenia biła się o lepsze z zapiekłością, z jaką stawał przeciwko adwersarzom, którzy raz mu się sprzeciwili. Dla niektórych oficerów – a było ich w Armii Mississippi wielu – tylko przeniesienie lub dymisja Bragga były ratunkiem przed tak nieznośną egzystencją.

W ciągu ostatnich lat pojawiło się niewiele kontrargumentów. Judith Lee Hallock nazwała obwinianie Bragga za porażki Konfederatów na zachodzie „syndromem Bragga”. Choć wielu historyków zgadza się, iż nie był on najlepszym dowódcą, niektórzy, jak Steven Woodworth czy Hallock, podkreślają jego zdolności organizacyjne, dodając, że wiele porażek było po części winą niekompetentnych podwładnych, z Polkiem na czele.
Co do przeciwników – Bragg osobiście uważał Hardeego za solidnego żołnierza. Polk, chociaż odważny i charyzmatyczny, był po prostu przeciętnym taktykiem, znanym z niesubordynacji. Niestety był również bliskim przyjacielem Davisa, który nie miał zamiaru zdejmować go ze stanowiska. Bragg nigdy nie miał poparcia prezydenta, jakim cieszyli się Lee czy Johnston. Fakt tego, iż jego zdolności były odpowiednio użyte pomiędzy 1861 a 1864, dowodzi, iż zarząd Konfederacji nie był w stanie właściwie użyć umiejętności swoich generałów. Pomimo błędów, Bragg był w stanie zaimponować swoim przełożonym – Taylorowi, Davisowi, Beauregardowi i Johnstonowi.
McWhiney i Woodworth zauważają, że wbrew obiegowej opinii Davis i Bragg nie byli przyjaciółmi – w latach powojennych zażarcie kłócili się. Bragg imponował Davisowi, jednakże prezydent chciał złożyć go ze stanowiska już w 1863 r. Nie uczynił tego, gdyż nie było nikogo odpowiedniego, kto mógłby go zastąpić. Nawet najzażartsi krytycy Bragga przyznają temu rację.

## In memoriam
- Fort Bragg – siedziba 82 Dywizji Powietrznodesantowej
- Fort Bragg – w miasto w północnej Kalifornii, nazwane na cześć Bragga na długo przed tym, nim został generałem.
- Bragg znane także jako Bragg Station – opuszczone miasto w Teksasie, około 16 km od Kountze w hr. Hardin